# Hongkong na Zimowych Igrzyskach Olimpijskich 2002
Hongkong na Zimowych Igrzyskach Olimpijskich 2002 reprezentowały dwie zawodniczki. Był to pierwszy start reprezentacji Hongkongu na zimowych igrzyskach olimpijskich.

## Skład reprezentacji

### Short track
| Konkurencja | Wiek | Zawodniczka | Kwalifikacje | Kwalifikacje | Ćwierćfinał | Ćwierćfinał | Półfinał | Półfinał | Finał | Finał   | Miejsce |
| Konkurencja | Wiek | Zawodniczka | Czas         | Pozycja      | Czas        | Pozycja     | Czas     | Pozycja  | Czas  | Pozycja | Miejsce |
| ----------- | ---- | ----------- | ------------ | ------------ | ----------- | ----------- | -------- | -------- | ----- | ------- | ------- |
| Kobiety     |      |             |              |              |             |             |          |          |       |         |         |
| Christy Ren | 18   | 500 m       | 55,423       | 4.           | NQ          | NQ          | NQ       | NQ       | NQ    | NQ      | 29.     |
| Christy Ren | 18   | 1000 m      | 1:50,094     | 3.           | NQ          | NQ          | NQ       | NQ       | NQ    | NQ      | 23.     |
| Christy Ren | 18   | 1500 m      | 2:49,666     | 6.           | NQ          | NQ          | NQ       | NQ       | NQ    | NQ      | 26.     |
| Tsoi Po Yee | 17   | 500 m       | 52,496       | 3.           | NQ          | NQ          | NQ       | NQ       | NQ    | NQ      | 24.     |
| Tsoi Po Yee | 17   | 1000 m      | 1:48,445     | 3.           | NQ          | NQ          | NQ       | NQ       | NQ    | NQ      | 22.     |